# 1688 w polityce

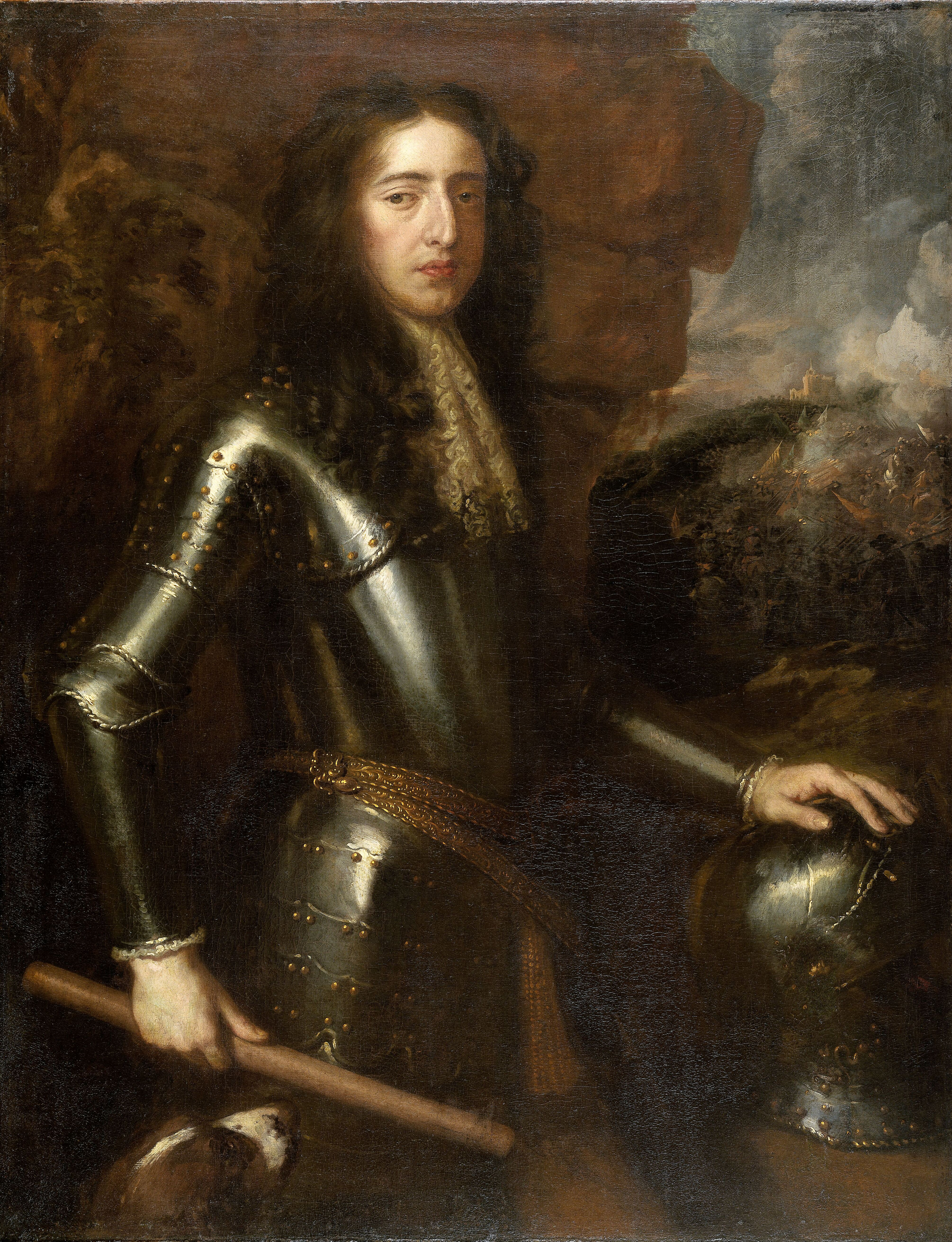
Wilhelm III Orański

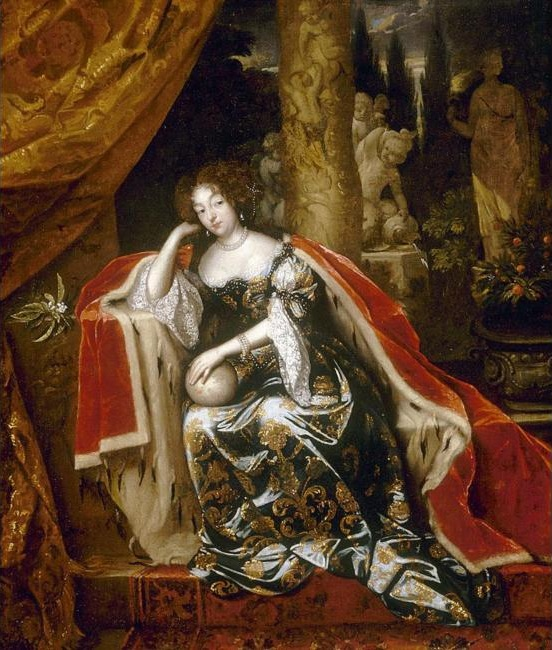
Maria II Stuart

Wydarzenia polityczne w 1688 roku.

## Wydarzenia
- Chwalebna rewolucja w Anglii[1][2]. Jakub II Stuart udał się na wygnanie[1][2]. Władzę w Anglii objęli jego córka Maria II Stuart i jej mąż Wilhelm III Orański[1][2].